# 연산 서씨
연산 서씨(連山徐氏)는 충청남도 논산시 연산면을 본관으로 하는 한국의 성씨이다.

## 역사
시조 서준영(徐俊英)의 아들 서보(徐寶)가 있었으나 이후 문헌이 없어서 조선조에서 참군(參軍)을 지낸 서의민(徐義敏)을 기세조로 한다. 
2세손 서종수(徐宗秀)가 현감(縣監)을 지냈고, 3세손 서련(徐憐)이 통훈대부(通訓大夫)로 제주판관(濟州判官)을 역임하였다. 4세손 서천령(徐千齡)이 1546년(명종 1년) 진사시에 합격하였다.

## 서씨 분파
몽어(夢漁) 서문중(徐文重) 서상공(徐相公)이 대구 서씨 보(大丘 徐氏 譜 – 1702년간) 서문에 이르기를 서씨(徐氏)는 애당초 두 관적(貫籍)이 없었는데 뒤에 8파로 나뉘었으니 이천(利川) 달성(達城) 대구(大丘) 장성(長城) 연산(連山) 남평(南平) 부여(扶餘) 평당(平當) 남양(南陽) 당성(唐城)이 이것이다. 그 분파된 이유인즉 문헌에 증거가 없어 알 수는 없으나 대개 이천(利川)의 선조는 아간공(阿干公) 서신일(徐神逸)이요. 대구(大丘)의 선조는 서한(徐閈)이요. 달성(達城)의 선조는 서진(徐晋)이요. 장성(長城)의 선조는 서능(徐稜 문하시중.종1품)이요. 연산(連山)의 선조는 서보(徐寶 연성군)요. 남평(南平)의 선조는 서린(徐鱗 대광내의령.종1품)이요. 부여(扶餘)의 선조는 서수손(徐秀孫)이요. 평당(平當)의 선조는 서준방(徐俊邦 형부상서.정3품)이요. 남양 서씨(南陽 徐氏)의 선조는 서간(徐趕)이요. 당성 서씨(唐城 徐氏)의 선조는 서득부(徐得富)이니 계파를 따져 보면 모든 서씨(徐氏)가 다 이천(利川)에서 나왔고 나머지 7관(七貫)은 곧 이천(利川)의 별파라 했다. 또 의성(義城) 김씨(金氏)의 족보를 보니 서씨(徐氏)의 선조(先祖)는 기자(箕子)로부터 나왔고 신라말년(新羅末年)의 서신일(徐神逸)이 있었고 고려초에 서목(徐穆)이 있었으니 이천서씨(利川徐氏)는 그 후손이요. 대구(大丘),봉성(峯城),남양(南陽),당성(唐城)이 이천에서 다 같이 나뉘었으니 서신일(徐神逸)의 후손이라 한다. 동국의 서씨(徐氏)는 모두 아간(阿干)을 선조로 함에 의심이 없고 또 몽어(夢漁) 서문중(徐文重)의 박식원견으로 반드시 고증을 거쳐서 그 족보 끝에 썼을 것으로 생각되어 우리 서씨(徐氏)가 타족(他族)과 다른 점이다. 
1742년 이천 서씨(利川徐氏) 문중에서 간행된 족보인 《임술보》(壬戌譜) 서문에는 “무릇 나뭇가지가 천이라도 뿌리는 하나요, 물 갈래가 백이라도 근원은 하나이니 우리나라에 달성(達城), 대구(大丘), 부여(扶餘), 평당(平當), 장성(長城), 연안(延安), 전주(全州), 남평(南平), 남양(南陽), 당성(唐城)의 서씨(徐氏)중에 누가 아간공(阿干公)을 조상으로 해서 나뉜 자가 아니랴. 아간(阿干)공의 줄거리는 이천(利川)이다”라고 쓰여 있어, 부여 서씨(扶餘徐氏)가 이천서씨(利川徐氏)의 한 갈래임을 밝히고 있다. 
이천 서씨(利川徐氏)의 족보 「계미보癸未譜(1763년)」 서문에 보면, 우리나라 서씨(徐氏)는 3관(貫)이 저명한데, 이천조(利川祖)는 아간(阿干) 서신일(徐神逸)이고 부여조(扶餘祖)는 백제의 온조왕(溫祚)이며, 달성조(達成祖)는 소윤(少尹) 서한(徐閈)이라고 했다. 이천 서씨(利川徐氏), 달성 서씨(達城徐氏), 부여 서씨(扶餘徐氏)는 아간대부 서신일(阿干大夫 徐神逸)의 후손이라고 참찬(參贊)을 지낸 달성인 서명응(達城人 徐命膺)이 썼다.

## 본관
연산(連山)은 충청남도 논산시 연산면 일대의 옛 지명이다. 백제의 황등야군(黃等也郡)인데, 757년(신라 경덕왕 16년)에 황산군(黃山郡)으로 고쳤고, 940년(고려 태조 23년)에 연산군(連山郡)으로 고쳤으며, 1413년(조선 태종 13년)에 연산현이 되었다. 세종실록지리지에 충청도 연산현의 토성(土姓)으로 송(宋)·서(徐)·손(孫)·고(高) 4성이 기록되어 있다. 1914년 연산면 등 5개 면으로 나누어 논산군에 통합되었고, 1996년 논산시로 승격되었다.

## 인물
- 서해조(徐海朝, 1689년 ~ 1770년) : 9세손. 1735년 문과에 급제하여 1751년에 사헌부지평이 되고, 이조정랑을 거쳐 1763년 병조참의, 1770년 동지중추부사를 역임했다.
- 서병덕(徐秉德, 1712년 ~ ) : 10세손. 1751년(영조 27) 문과에 급제하여 장령(掌令)‧헌납(獻納)을 거쳐 한성부판윤(漢城府判尹)에 올랐다. 1811년(순조 11) 궤장(免杖)을 하사받았다. 시호는 정익(靖翼).
- 서기환(徐基煥, 1849년 ~ 1906년) : 을사조약이 체결되자 의병을 일으켜 1906년 홍주성 전투에 참가했다가 순절했다.
- 서덕모(徐德模, 1954년 ~ ) : 제10대 충청북도 정무부지사
- 서용칠(徐容七, 1954년 ~ ) : 연세대학교 환경공학부 교수
- 서기철(徐基哲, 1962년 ~ ) : KBS 아나운서
- 서철모(徐轍模, 1964년 ~ ) : 제17대 대전광역시 행정부시장. 민선 8기 대전광역시 서구청장.
- 서철모(徐喆模, 1968년 ~ ) : 민선 7기 경기도 화성시장

## 과거 급제자
연산 서씨는 문과 급제자 2명, 무과 급제자 5명을 배출하였다.
문과
서병덕(徐秉德) 서해조(徐海朝)
무과
서간세(徐幹世) 서언호(徐彦虎) 서윤박(徐潤璞) 서윤재(徐潤載) 서충세(徐忠世)
생원시
서경현(徐景賢) 서병덕(徐秉德) 서지눌(徐志訥) 서지성(徐志宬) 서택중(徐宅中)
서해조(徐海朝) 서흠선(徐欽善)
진사시
서명세(徐名世) 서병대(徐秉岱) 서승원(徐承元) 서용석(徐龍錫) 서주세(徐胄世)
서천령(徐千齡) 서필성(徐必成) 서휘세(徐徽世)

## 항렬자
| 16세   | 17세   | 18세   | 19세   | 20세   | 21세   | 22세   | 23세          | 24세          | 25세          | 26세          | 27세          | 28세          | 29세          | 30세          | 31세          | 32세          |
| ------ | ------ | ------ | ------ | ------ | ------ | ------ | ------------- | ------------- | ------------- | ------------- | ------------- | ------------- | ------------- | ------------- | ------------- | ------------- |
| 基(기) | 錫(석) | 承(승) | 模(모) | 容(용) | 喆(철) | 鐘(종) | 源(원) 洙(수) | 寅(인) 相(상) | 燮(섭) 烈(열) | 廷(정) 圭(규) | 鎭(진) 鎬(호) | 泳(영) 泰(태) | 穆(목) 根(근) | 然(연) 熙(희) | 坤(곤) 均(균) | 鉉(현) 鏞(용) |

## 집성촌
- 충청남도 홍성군
- 충청남도 서산시
- 충청남도 예산군 광시면

## 문화재
- 홍성 연산서씨 석보 (충청남도 문화재자료 제354호)